# Радишани
Радишани су насеље у општини Бутел, у околини Скопља.

## Географија
Радишани се налазе око 8 km северно од центра Скопља, у централном делу општине Бутел. Смештени су у котлини на обе стране реке Сераве, на надморској висини до 430 метара, тако да се може рећи да има брдско-котлински карактер. Атар села заузима површину од око 6,1 km², од чега је 497 хектара обрадиво земљиште, а пашњаци обухватају 38 хектара. Низ Радишане пролази пут за већа села која се налазе испод Скопске Црне Горе (Љубанци, Побожје и Љуботен), као и пут за мања села Бел Камен и Кучевишка Бара који је повезан са локалним путем до места Бањани. У атару села извире извор Жегровец.

## Историја
У месту су постојале две православне старе цркве. Године 1924. стање је било следеће: црква Св. Ђорђа се налазила усред гробља и ту се служила служба Божија. А црква Св. Николе је остала без крова, зарасла у корову, и у њој се кандило палило само једанпут годишње. На зидовима су се мање-више сачувале старе фреске.

## Демографија
Према попису из 2002. године у насељу је живело 9.123 становника, а етнички састав је био следећи:
| Попис 2002.‍   | Попис 2002.‍ | Попис 2002.‍ | Попис 2002.‍ | Попис 2002.‍ |
| ------------- | ----------- | ----------- | ----------- | ----------- |
|               |             |             |             |             |
| Македонци     | Македонци   |             | 8.084       | 88,61%      |
| Срби          | Срби        |             | 363         | 3,98%       |
| Албанци       | Албанци     |             | 200         | 2,19%       |
| Роми          | Роми        |             | 160         | 1,75%       |
| Власи         | Власи       |             | 52          | 0,57%       |
| Бошњаци       | Бошњаци     |             | 49          | 0,54%       |
| Турци         | Турци       |             | 35          | 0,38%       |
| остали        | остали      |             | 180         | 1,97%       |
| укупно: 9,123 |             |             |             |             |

Како је погодно место за становање, Радишани бележе знатан пораст броја становника. Према попису становништва из 1961. године било је 436 становника, у 1994. години 7.579 становника, а процењује се да данас има око 11 до 12 хиљада становника.

### Цркве
- Црква „Св. Никола“
- Црква „Св. Ђорђе“
- Црква „Св. Наум Охридски“

## Знаменитости
- Кругот — мултимедијална компанија

## Култура и спорт
Култура и спорт су веома развијени у Радишанима. У селу постоји новоизграђена спротска хала „Иван Хаџи-Николов“, са капацитетом од 500 гледалаца. Такође постоје већи фудбалски и кошаркашки терени у школи „Ацо Шопов“. На врху брда изнад села отворен је мали приватни хиподром.

## Исељавање
Доста људи се и исељава из Радишана. Одатле, они највише одлазе у Скопље или иностранство (највише у САД, Канаду, Аустралију и Немачку).